# 劉献廷
劉 献廷（りゅう けんてい、1648年 - 1695年）は、中国清代の儒学者。字は君賢または継荘。広陽子・聡荘と号す。順天府大興県の出身。

## 生涯
19歳の時に蘇州に行き、のちに呉江に30年住む。晩年は湖北を経て帰郷し、最後は蘇州で没する。万斯同に見いだされて『明史』の編纂事業に参加し顧祖禹らの『大清一統志』の編纂にも参加した。

## 学問
王夫之が生きていた当時、彼を学者として知っていたのは劉献廷のみといわれる。顔元の学統を継ぐ王源の友人は李塨と劉献廷だけであった。王源は劉献廷の学問の範囲について「天地陰陽の変、覇王の大略、兵法、文章、典章制度、地方の要害、礼、楽、象緯、医薬、書、数、法律、農業、武器の製造など果てしないほどに広汎な研究を行った」と証言している。
全祖望は「声音の学問においては造化の蘊奥をきわめ、百世の後もなお通用する新研究を行った」との劉献廷自らの評価を是認している。梁啓超は「唐の釈守温が初めて中国のために新字母を創立しようとしてから民国7年教育部の注音字母頒行まで一千年近くたっているが、その間もっとも深く論理的に思索したのは劉献廷である」と考えた。

## 著書
- 『広陽雑記』
- 『新韻譜』